# Olivera Kjorverziroska
Olivera Kjorverziroska (Оливера Ќорвезироска) je makedonska pisateljica, literarna kritičarka, prevajalka.

## Življenje
Rojena je 29.11.1965 v Kumanovu, SR Makedonija, SFRJ. Osnovno in srednjo šolo je končala v svojem rodnem kraju. Študirala je Filozofski fakulteti v Skopju. Je pisateljica kratkih zgodb, romanov, literarna kritičarka, prevajalka. Objavljene knjige; kratke zgodbe: Stradanjata na mladiot lektor, 2000 in (S)pleteni raskazi, 2003 za katero je istega leta dobila nagrado „Стале Попов“  (Stale Popov) v okviru makedonskega pisateljskega društva. Je avtor dveh romanov za otroke Kifličkata Mirna in Mojot brat od trinaesettiot kat, 1993. Kritični esej: Otvoraat li sništata rabota, 1999, slikanica Dedo Mile. Leta 2005 je objavila svoj prvi roman za odrasle  Zaklučenoto Telo Na Lu, za to delo je dobila nagrado „roman leta 2004“  v dnevniku „Утрински весник“, „Jutranji list“ . To je tudi druga nagrada za natečaj kratke pripovedi pri časopisu „Нова Македонија“, „Nova Makedonija“.
Predstavljena je v številnih antologijah v Makedoniji in v tujini. Leta 2005 je sodelovala v zborniku Vilenica in na literarnih prireditvah. Njene zgodbe so prevedene v angleški, srbski, slovenski, madžarski in češki jezik. 

## Opis vsebine:
Izbor makedonske kratke proze obsega triintrideset besedil enajstih makedonskih proznih avtorjev, od starejših (Petre M. Andreevski, Slavko Janevski, Vlada Uroševikj), ki so ustvarjali oz. ustvarjajo od petdesetih let dvajsetega stoletja, do najmlajših, a že uveljavljenih avtorjev (Olivera Kjorveziroska, Igor Isakovski), ki so svoja prozna besedila začeli objavljati v devetdesetih letih. 
Besedila so izbrana iz antologij makedonske kratke proze in pomembnejših proznih zbirk posameznih avtorjev, objavljenih po letu 1985.  
Vsak avtor je predstavljen z več besedili, s čimer bo bralec dobil boljšo predstavo o literarni ustvarjalnosti določenega avtorja. V izbor uvrščeni avtorji so: Venko Andonovski, Petre M. Andreevski, Dimitrie Duracovski, Igor Isakovski, Slavko Janevski, Olivera Kjorveziroska, Ermis Lafazanovski, Dragi Mihajlovski, Aleksandar Prokopiev, Vlada Uroševikj in Jadranka Vladova.
O zgodbah Olivere Kjorveziroske:
V zgodbah pogosto nastopi nekakšen pisateljičin alter eno, junakinja Marija Misleva, duhovno bitje, ki sivo realnost vsakdana barva  z bujno domišljijo. Živi tu in zdaj: kot gospodinja, bolestno obsedene s čistočo (v zgodbi Priprave na roman), lektorica, prevajalka in pisateljica v povsem resničnem svetu. Toda veliko razkošnejši je njen  notranji, brezčasni, imaginarni svet, ki ga najbolj nenavadne načine spaja s prejšnjim. V zbirki (S)pletene zgodbe) je Marija Misleva prepričana, da je pletenje in pisanje pravzaprav ena in ista stvar: zato pri branju in pisanju vedno pogosteje uporablja pletilke svoje babice, zgodbe pa razdeli na levo in desno pletilko. Nanje nasuje nekaj osnovnih besed in misli, nato pa po potrebi dodaja ali odvzema in plete zgodbe. Njene zgodbe nudijo široko pripovedno amplitudo vse do tradicije ljudske pripovedke do sofisticirane, medbesedilne in feministično uglašene pisave. V zgodbah Olivere Kjorveziroske nastopajo nadvse zanimivi junaki, ki v sebi gojijo neko fiksno idejo, neko intimno fantazijo, s katero se trmo upirajo pusti, banalni vsakdanjosti in uniformiranosti, kot npr. moški v zgodbi Begunec, ki išče službo kot prvovrstni oponašalec ptic ali dolgonoga mladenka iz zgodbe Pita za njenega moža, ki je trdno prepričana, da bo s hrustljavo pito z lahkoto zapeljala svojega profesorja. Junaki najpogosteje svojih fantazij ne uspejo izživeti, njihove visokoleteče ideje popokajo pod težo suhoparne vsakdanjosti, a klub temu iz teh zgodb puhti vedrost, optimizem, nepredaja. Kjorveziroska ima izreden posluh in občutek za jezik, s čimer ustvari posebno atmosfero za vsako zgodbo posebej, pozorno se vživlja v vsak lik in zdi se, da lovi njegov tempo, da zgodbo pripoveduje v ritmu njegovega srca in misli.